# СУ-5
СУ-5 је совјетски лаки самоходни топ из класе самоходних хаубица. Направљен је по угледу на тенк Т-26.

## Историја
5. августа 1933. године, Револуционарно војно веће СССР-а усвојило је декрет „Артиљеријски систем Црвене армије за други петогодишњи план“, којим је предвиђено стварање „малог триплекса“ (три врсте артиљеријских комада постављених на једној шасији). У складу са овом одлуком, у пролеће 1934. године Лењинградско експериментално постројење за машиноградњу бр. 185 названо по С. М. Кирову почело је да развија самоходни артиљеријски топ СУ-5 на шасији тенка Т-26.
До јесени 1934. конструкторски биро постројења под вођством П. Н. Сјачинтова произвео је три самоходна артиљеријска носача: СУ-5-1, СУ-5-2 и СУ-5-3 који су се углавном разликовали по оружју. Фабричка испитивања сва три возила одвијала су се од 1. октобра до 29. децембра 1934. године.
Производња серијског СУ-5-2 започета је крајем 1935. године, када су испоручена прва 4 возила из пилот серије. До лета 1936. произведено је још 6 јединица, од којих су две послате на војна испитивања. До краја године састављено је још 20 јединица, након чега је производња СУ-5-2 прекинута и заустављен даљи рад на програму „малог триплекса“.

## Варијанте и модификације
- СУ-5-1 - варијанта са 76 мм пушком, модел 1902/30, муниција — 8 чаура. Пошто су резултати испитивања открили предности АТ-1, СУ-5-1 није прихваћен.
- СУ-5-2 - варијанта са 122 мм хаубицом, модел 1910/30, муниција — 4 гранате и 6 пуњења. СУ-5-2 произведени су у малим серијама, укупно је произведен 31 примерак.
- СУ-5-3 - варијанта са минобацачем 152 мм, модел 1931. Направљен је један прототип који је успешно прошао фабричка испитивања крајем 1934. године и чак учествовао у паради на Црвеном тргу. 1935. године одлучено је да се напусти серијска производња СУ-5-3, јер шасија тенка Т-26 није била довољно јака за нормалан рад оружја тако значајног калибра.

## Операције и борбена употреба
У лето 1938. Црвена армија је током Хасанске битке користила пет СУ-5-2. Иако је борбена употреба СУ-5-2 из састава 2. механизоване бригаде Црвене армије у борбама на језеру Хасан била кратког века, у документима војне команде забележено је да су самоходни топови „пружали велику подршку пешадији и тенковима“.
У септембру 1939. једна батерија СУ-5 (из 32. тенковске бригаде Црвене армије) учествовала је у походу на Пољску, возила су прешла 320 километара, али нису учествовала у биткама.